# Tipula notoria
Tipula notoria är en tvåvingeart som beskrevs av Alexander 1942. Tipula notoria ingår i släktet Tipula och familjen storharkrankar.
Artens utbredningsområde är Ecuador. Inga underarter finns listade i Catalogue of Life.